# Khodz
Khodz - Ходзь (rus) - és un aül de la República d'Adiguèsia, a Rússia. Es troba a la vora del riu Khodz, a 1,5 km de la seva desembocadura al Labà. És a 46 km al nord de Koixekhabl i a 50 km a l'oest de Maikop, la capital de la república.

## Història
En l'emplaçament de l'aül actual hi havia un poblat adigués destruït durant la Guerra del Caucas. Alguns anys abans del 1861, data oficial del registre de la vila com a Khódzskoie, els primers immigrants de postguerra hi arribaren, procedents de l'aül de Djezmix, prop de l'stanitsa de Bàgovskaia.